# Hvězdlice
Hvězdlice (tyska: Neu-Wieslitz) är en köping i Tjeckien. Den ligger i regionen Södra Mähren, i den östra delen av landet. Hvězdlice ligger 313 meter över havet och antalet invånare är 584.